# أقرمود
أقرمود  هي بلدة مغربية تقع غرب مدينة الصويرة  وهي جماعة قروية تابعة لإقليم الصويرة. و تبعد عنها 60 كلم ، بلغ عدد سكانها 15.037 نسمة يعيشون في 2.738 أسرة سنة 2004.و جميعهم من أصول عربية شيظمية 